# ريتشارد أ. جونز
ريتشارد أ. جونز (بالإنجليزية: Richard A. Jones)‏ هو محامي وقاضي أمريكي، ولد في 1950 في سياتل في الولايات المتحدة.